# Citrale
Il citrale (E,Z-3,7-dimetil-2,6-ottadienale) è il nome comune della miscela dei due isomeri di una aldeide monoterpenica, l'isomero E (o trans) è detto geraniale (o citrale A), lo Z (o cis) è detto nerale (o citrale B).
È il componente principale dell'olio essenziale di Lemongrass (Cymbopogon citratus (DC.) Stapf. e C. flexuosus Stapf.)